# 서브프라임 모기지
서브프라임 모기지(subprime mortgage)는 주로 미국에서 서브프라임 층 (최고 다음) 용 대출 상품을 말한다. 즉  주택 담보 대출에서 심사에 통과하지 못하거나 신용 등급이 낮은 사람들을 위한 대출이다. 서브프라임 자체는 신뢰도가 낮고, 금리가 높게 설정된다. 이러한 담보 대출은 증권화된 세계 각국의 투자자에게 판매되었지만 미국에서 2001년부터 2006년 계속된 주택 가격의 상승을 배경으로 신용 평가사에서 이러한 증권에 높은 등급을 부여했다. 또한 이 증권은 다른 금융 상품 등과 결합되어 전세계에 판매되고 있었다. 그러나 2007년 여름 상환 연체율이 상승하면서 비우량 주택 담보 대출, 서브 프라임 모기지 사태가 일어났다. 

## 같이 보기
- 담보
- 마이크로크레딧